# Mrs. Parkington
 Mrs. Parkington és una pel·lícula estatunidenca dirigida per Tay Garnett, estrenada el 1944.

## Argument
L'àvia i cap de família d'una saga que va acumular una gran fortuna narra la seva vida, exemple de la creació de l'imperi americà. Entre 1875 i 1938 va passar de la misèria a la riquesa, i es va veure immersa en un món d'esnobisme, infidelitats i disputes familiars. Una dona ambiciosa que desitja pertànyer tant sí com no a l'alta societat, per la qual cosa contreu matrimoni amb un home ric.

## Repartiment
- Greer Garson: Susie 'Sparrow' Parkington
- Walter Pidgeon: Major Augustus 'Gus' Parkington
- Edward Arnold: Amory Stilham
- Agnes Moorehead: Baronessa Aspasia Conti
- Cecil Kellaway: Edward - Príncep de Galles
- Gladys Cooper: Alice - Duquessa de Brancourt
- Frances Rafferty: Jane Stilham
- Tom Drake: Ned Talbot
- Peter Lawford: Lord Thornley
- Dan Duryea: Jack Stilham
- Hugh Marlowe: John Marbey
- Selena Royle: Mattie Trounsen
- Fortunio Bonanova: Signor Cellini
- Lee Patrick: Madeleine Parkington Swann
- Alma Kruger (no surt als crèdits): Sra. Jacob Livingstone

## Nominacions
- 1945. Oscar a la millor actriu per Greer Garson
- 1945. Oscar a la millor actriu secundària per Agnes Moorehead
- 1945. Globus d'Or a la millor actriu secundària per Agnes Moorehead

## Crítica
La història comença amb Miss Garson com una vigorosa matriarca que recorda els problemes d'una prole d'hereus decadents. I recorda afectuosament la seva pròpia lluita com la dona d'un multimilionari. Recorda com el Major Parkington, un home de la mineria, es fa ric amb les mines de plata de Nevada. Recorda com ella i Parkington van marxar a Nova York, i com ella i el Major van estar separats un parell de vegades a causa de la seva tossudesa i violència, però com sempre tornava a ella a causa de la seva bondat i seny i perquè era realment un home bo.
De tota manera, la Metro ho va deixar en un alt nivell moral, quan podia haver destrossat la figura del Major. Però sap precisament què fer-ne sobre els problemes de la seva parasitària descendència.